# Таита (горы)
Таита (Теита, англ. Taita Hills, Teita Hills) — горы (холмы) в Кении, в Прибрежной провинции. Представляют собой часть разбросанных изолированных холмов и гор, которые нарушают монотонный характер плоского рельефа большей части района, не отличающегося значительными высотами. Состоят из трёх массивов: Дабига (Dabida), Сагалла (Сагала, Sagalla) южнее города Вои и ещё южнее — Касигау (Касигао, Kasigau, 1645 м или 1544 м). Массив Дабига самый крупный и высокий, его высота достигает 2211 метров над уровнем моря (2209 м), высочайший пик — Вурия (Vuria). Являются частью Восточного рифта.